# Marijan Brkić
Marijan Brkić "Brk", hrvaški kitarist, skladatelj, aranžer in producent, * 20. januar 1962, Zagreb.
Marijan Brkić je hrvaški kitarist, najbolje znan po sodelovanju v rock skupinah Prljavo kazalište in Parni valjak. Na hrvaški sceni deluje tudi kot skladatelj, aranžer, producent in snemalec.

## Življenjepis

### Zgodnja leta
Brkić se je rodil 20. januarja 1962 v Zagrebu. Skupaj z bratom Zvonimirjem in sestro Katarino je odraščal v zagrebškem naselju Dubrava. Njegova starša, mati Julijana in oče Petar, sta bila trgovca, v prostem času pa sta se ukvarjala z glasbo.
S prijatelji so se zbirali v parku, kjer so igrali kitare. Tako se je spoznal z Davorinom Bogovićem, Ninoslavom Hrastkom in Zoranom Cvetkovićem, s katerimi je ustanovil zasedbo "Ciferšlus". Pridružil se jim je še bobnar Tihomir Fileš, Cvetković pa je v zasedbo pripeljal še Jasenka Houro. Kmalu so se preimenovali v Prljavo kazalište.

### Prljavo kazalište
Brkić je pri Prljavem kazalištu igral skoraj deset let, od leta 1979 do 1988. Zasedba je v 80. letih postala zelo popularna v takratni Jugoslaviji. Brkić od začetka ni bil član skupine, pridružil se ji je kasneje in kot kitarist sodeloval pri snemanju debitantskega albuma skupine Prljavo kazalište. Album je bil, po mnenju številnih kritikov, najboljši debitantski album v zgodovini domačega rocka.
Sodeloval je pri snemanju naslednjih albumov skupine:
- Crno bijeli svijet (1980), ki je bil prodan v več kot 200.000 izvodih[4]
- Heroj ulice (1981), na katerem je vokale odpel Jasenko Houra[5]
- Korak od sna (1983), na katerem se je prvič pojavil kot producent, skupaj z Nenadom Zubakom[6]
- Zlatne godine (1985), ki je prvi album, na katerem je glavne vokale odpel Mladen Bodalec[7]
- Zaustavite Zemlju (1988), na katerem je sodeloval kot koproducent, aranžer in soavtor nekaterih skladb[8]
- Sve je lako kad si mlad - live (1989), na katerem je sodeloval kot aranžer[9]
- XXX godina (2009), na katerem je sodeloval kot gost pri skladbah "Crno bijeli svijet" in "Marina"[10]

Poleg vloge kitarista, je pri skupini opravljal še vlogo producenta, aranžerja in soavtorja pri nekaterih skladbah.
Iz skupine je odšel leta 1988, po izdaji albuma Zaustavite Zemlju in nastopu skupine 18. decembra 1988 na Zagreb Rock Forceu. Skupino je zapustil zaradi nesoglasij z vodenjem skupine.
Po odhodu iz skupine Prljavo kazalište, Brkić nekaj let ni igral, ampak se je ukvarjal z glasbeno produkcijo. Kot producent je sodeloval s skupinami Plavi orkestar, Zvijezda in Regata. Leta 1991 je sprejel vabilo Huseina Hasanefendića in se pridružil skupini Parni valjak.

### Parni valjak
S skupino Parni valjak je sodeloval od leta 1991 do konca leta 2005, ko je bila skupina razpuščena. Leta 2009 je bila skupina obujena in Brkić je ostal njen član. Poleg vloge kitarista, v skupini sodeluje še kot spremljevalni vokalist, s Hasanefendićem pa si deli tudi producentske dolžnosti. S Parnim valjakom je posnel šest studijskih albumov, tri albume v živo in en DVD.
Albumi s Parnim valjkom;
- Buđenje (1994), edini album Parnega valjka, ki je bil posvečen Domovinski vojni. Album je prejel številne nagrade Porin.[15] Brkić je napisal skladbi "Čitaj mi sa usana" in "Dođi...". Pri snemanju albuma je sodeloval tudi kot producent in snemalec.[16]
- Bez struje: Live in ZeKaeM (1995), album v živo, ki je bil posnet v čast 20. obletnici skupine. To je najuspešnejši in najbolje prodajan album skupne, ki je prejel številne nagrade Porin.[17] Na albumu se je prvič kot vokalistka pojavila Kristina Rupčić.[18]
- Samo snovi teku uzvodno (1997), najslabši album skupine. Brkić je napisal skladbo "Ja još Čekam"[19]
- Zastave (2000), eden izmed najpopularnejših albumov Parnega valjka. Album je bil posnet v Brkićevem studiu, Brkić pa je napisal skladbo "Mala laž".[20]
- Kao nekada: Live in S.C. (2001), album v živo, ki je bil posnet v študentskem centru. Album je bil miksan v Brkićevem studiu "MB".[21]
- 25 godina (2001), DVD, v čast 25. obletnici ustanovitve zasedbe.[22]
- Pretežno sunčano? (2004), zadnji studijski album Parnega valjka pred prekinitvijo delovanja.[23]
- Bez struje: Live in ZeKaeM (2005), DVD v živo.

Parni valjak je z delovanjem prenehal 31. decembra 2005, po koncertu na Trgu bana Jelačića v Zagrebu. Sredi leta 2006 se je Brkić odzval na vabilo Gibonnija in z njim odšel na turnejo Unca fibre, na kateri je sodeloval pri snemanju albuma v živo Acoustic:Electric, katerega je produciral in miksal v svojem studiu.

## Solo kariera
Leta 2002 je izšel debitantski studijski album Kristine Rupčić z naslovom Prvi put, pri snemanju katerega je Brkić sodeloval kot producent, snemalec in avtor večine skladb.
Leta 2007 je Brkić izdal svoj debitantski solo album Bolji svijet. Na albumu so sodelovali glasbeni gostje Gibonni, Oliver Dragojević, Aki Rahimovski, Dado Topić, Tony Cetinski, Massimo Savić, Nikola Marjanović, Mario Huljev, Nina Badrić, Jelena Radan in Tina Rupčić.
Poleg Brkićeve zasedbe, ki jo sestavljajo Dalibor Dado Marinković (bobni), Robert Vrbančić (bas kitara) in Berislav Blažević (klaviature), na albumu še sodelujejo  Igor Geržina (saksofon), Neven Frangeš (orgle), Dinko Janković (klaviature) in Oliver Dragojević (Hammond orgle).

## Zasebno življenje
Marijan Brkić je poročen z Adrijano Brkić, ki je po poklicu zobni tehnik. Z njo ima dve hčerki, Lano (1995) in Saro (1998). V prostem času se največ ukvarja s tenisom.
Leta 1997 in 2006 je prejel nagrado "Status Hrvatske glazbene unije za najboljeg gitaristu s područja zabavne, pop-rock i urbane glazbe".

## Diskografija

### Prljavo kazalište
- Prljavo kazalište (1979)
- Crno bijeli svijet (1980)
- Heroj ulice (1981)
- Korak od sna (1983)
- Zlatne godine (1985)
- Zaustavite Zemlju (1988)
- Sve je lako kad si mlad - live (1989)
- XXX godina (2009)

### Parni valjak
- Buđenje (1994)
- Samo snovi teku uzvodno (1997)
- Zastave (2000)
- Pretežno sunčano? (2004)

V živo
- Bez struje: Live in ZeKaeM (1995)
- Kao nekada: Live in S.C. (2001)

DVD
- 25 godina (2002)
- Bez struje: Live in ZeKaeM (2005)

### Solo
- Bolji Svijet (2007)

### Ostalo
- Prvi put - Kristina Rupčić (2002)
- Acoustic:Electric - Gibonni (2007)